# 10163 Onomichi
A 10163 Onomichi (ideiglenes jelöléssel 1995 BH1) a Naprendszer kisbolygóövében található aszteroida. A. Nakamura fedezte fel 1995. január 26-án.